# Antonio Fanzaresi
Antonio Fanzaresi (Forlì, 13 ottobre 1700 – Forlì, 25 febbraio 1772) è stato un pittore italiano.
Formatosi alla scuola di Carlo e Felice Cignani, è stato, secondo la definizione di Mariacristina Gori, un "versatile pittore" italiano di scuola forlivese.

## Opere
- La morte di sant'Anna, nella chiesa di Sant'Antonio Abate in Ravaldino, a Forlì
- Tentazioni di san Benedetto, Martirio di Santa Reparata, San Benedetto e due santi in adorazione del Santissimo Sacramento, nell'Abbazia di Santa Reparata, a Marradi
- San Romualdo genuflesso, nella Certosa di Pontignano, presso Siena
- San Francesco d'Assisi mentre riceve le stimmate, nella chiesa di San Rocco, a Savignano sul Rubicone[2]
- Crocifisso con due santi, nella chiesa di San Biagio, a Roncofreddo[3]
- Decorazione dell'altare della Madonna del Rosario nella chiesa dei Servi di Forlimpopoli
- Sant’Antonio di Padova in adorazione del Bambino (attribuito, 1767), nella Chiesa di Santa Maria in Laterano in Schiavonia, a Forlì.